# George Florescu
George Mihai Florescu (n. Cluj-Napoca, Rumanía, 21 de mayo de 1984) es un futbolista internacional rumano. Juega como centrocampista de corte defensivo y actualmente juega en el FK Qäbälä.

## Clubes
| Club                  | País      | Año       | Partidos | Goles |
| FC Universitatea Cluj | Rumanía   | 2001–2004 | 38       | 10    |
| FC Sheriff Tiraspol   | Moldavia  | 2004–2006 | 51       | 5     |
| FC Torpedo Moscú      | Rusia     | 2006–2007 | 45       | 9     |
| FC Midtjylland        | Dinamarca | 2008–2010 | 54       | 3     |
| FC Alania Vladikavkaz | Rusia     | 2010–2011 | 11       | 1     |
| FC Arsenal Kiev       | Ucrania   | 2011–2013 | 32       | 2     |
| Astra Giurgiu         | Rumania   | 2013      | 6        | 0     |
| FC Dynamo Moskva      | Rusia     | 2013-     | 2        | 0     |

## Palmarés
Sheriff Tiraspol
- Divizia Naţională: 2004–05, 2005–06
- Copa de Moldavia: 2005–06
- Supercopa de Moldavia: 2004, 2005

Midtjylland
- Superliga: subcampeón 2007–08

Alania Vladikavkaz
- Copa de Rusia: subcampeón 2010–11